# Lodderia eumorpha cookiana
Lodderia eumorpha cookiana es una subespecie de molusco gasterópodo de la familia Liotiidae.

## Distribución geográfica
Se encuentra  en Nueva Zelanda.